# Pleasure Beach, Blackpool
Pleasure Beach, Blackpool est un parc d'attractions situé comme son nom l'indique à Blackpool dans le Lancashire, en Angleterre.
Il est l'un des parcs à thèmes d'Europe à avoir été distingué par un Thea Award, décerné par la Themed Entertainment Association.

## Histoire
Le parc fut fondé le 23 avril 1896 par Alderman William George Bean, qui disait vouloir créer « […] un parc d'attractions dans le style des parcs américains qui ferait se sentir les adultes à nouveau comme des enfants et qui leur inspirerait un sentiment d'innocence et de gaieté. »
Ce parc est avant tout une histoire de famille puisque depuis son ouverture, générations après générations, le parc est resté dans les mains de la même famille. D'abord dirigé par le frère de Bean, Leonard Thompson jusque dans les années 1970. C'est ensuite son fils William Geoffrey Thompson qui prit la relève, jusqu'à sa mort en 2004. Aujourd'hui c'est la fille de William Geoffrey, Amanda Thompson qui est à la tête du parc.
Le parc subit ces dernières années de nombreuses modifications, afin de remettre en forme certaines attractions. Ces changements sont aussi visibles dans le nom du parc, puisque depuis 2007, le parc initialement appelé Blackpool Pleasure Beach est devenu Pleasure Beach, Blackpool.
En 2020, le parc reçoit le Thea Classic Award,.

## Le parc d'attractions

### Montagnes russes
| Nom                                             | Type                                         | Constructeur      | Année |
| ----------------------------------------------- | -------------------------------------------- | ----------------- | ----- |
| Big Dipper                                      | Montagnes russes en bois                     | William Strickler | 1923  |
| Nickelodeon Streak (Anciennement Rollercoaster) | Montagnes russes en bois                     | Charles Paige     | 1933  |
| Blue Flyer (Anciennement Zipper Dipper)         | Montagnes russes en bois                     | Charles Paige     | 1934  |
| Grand National                                  | Montagnes russes en bois à anneau de Möbius  | Charles Paige     | 1935  |
| Steeplechase                                    | Montagnes russes steeplechase                | Arrow Dynamics    | 1977  |
| Revolution                                      | Montagnes russes navette lancées             | Arrow Dynamics    | 1979  |
| Avalanche                                       | Montagnes russes Bobsleigh                   | Mack Rides        | 1988  |
| Big One                                         | Hyper montagnes russes Méga montagnes russes | Arrow Dynamics    | 1994  |
| Infusion                                        | Montagnes russes inversées                   | Vekoma            | 2007  |
| Icon                                            | Montagnes russes lancées                     | Mack Rides        | 2018  |

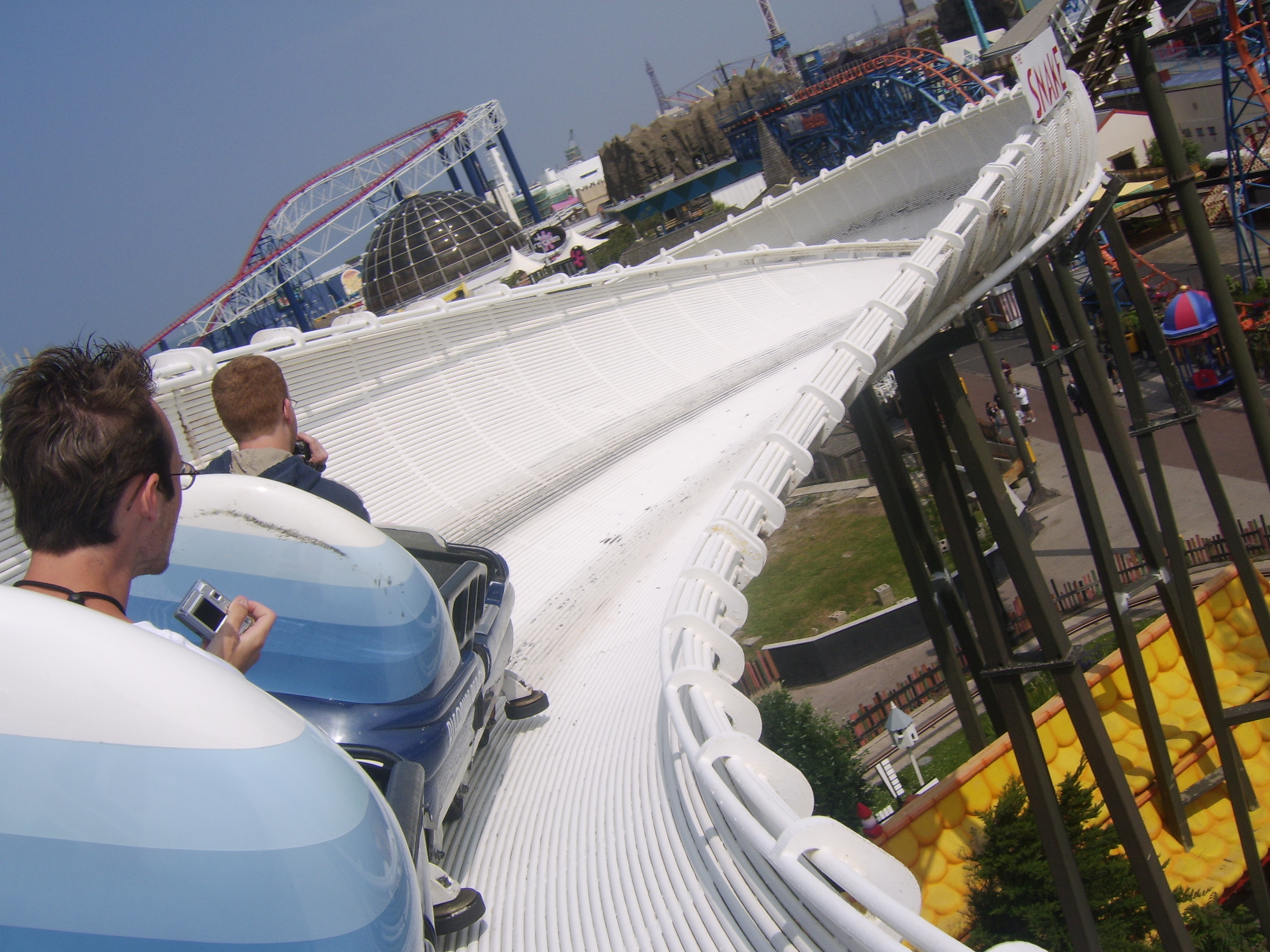
Avalanche
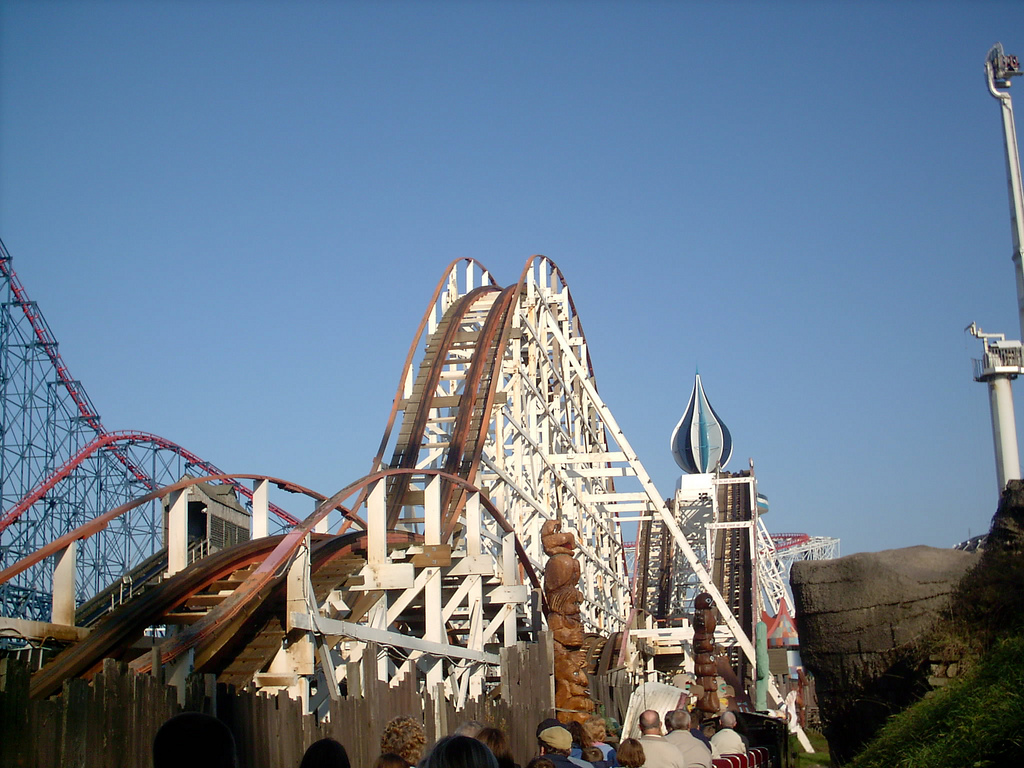
Big Dipper
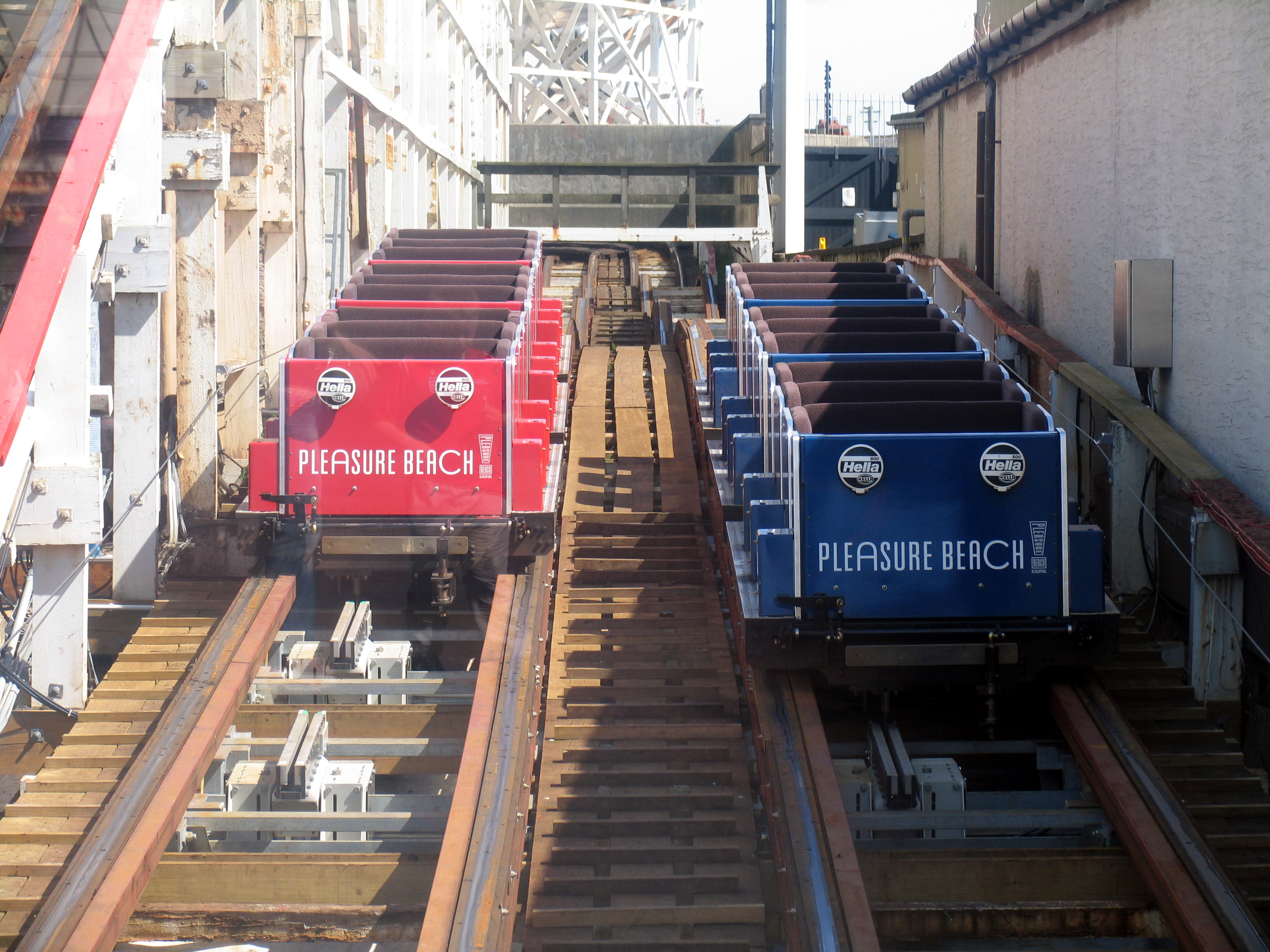
Grand National
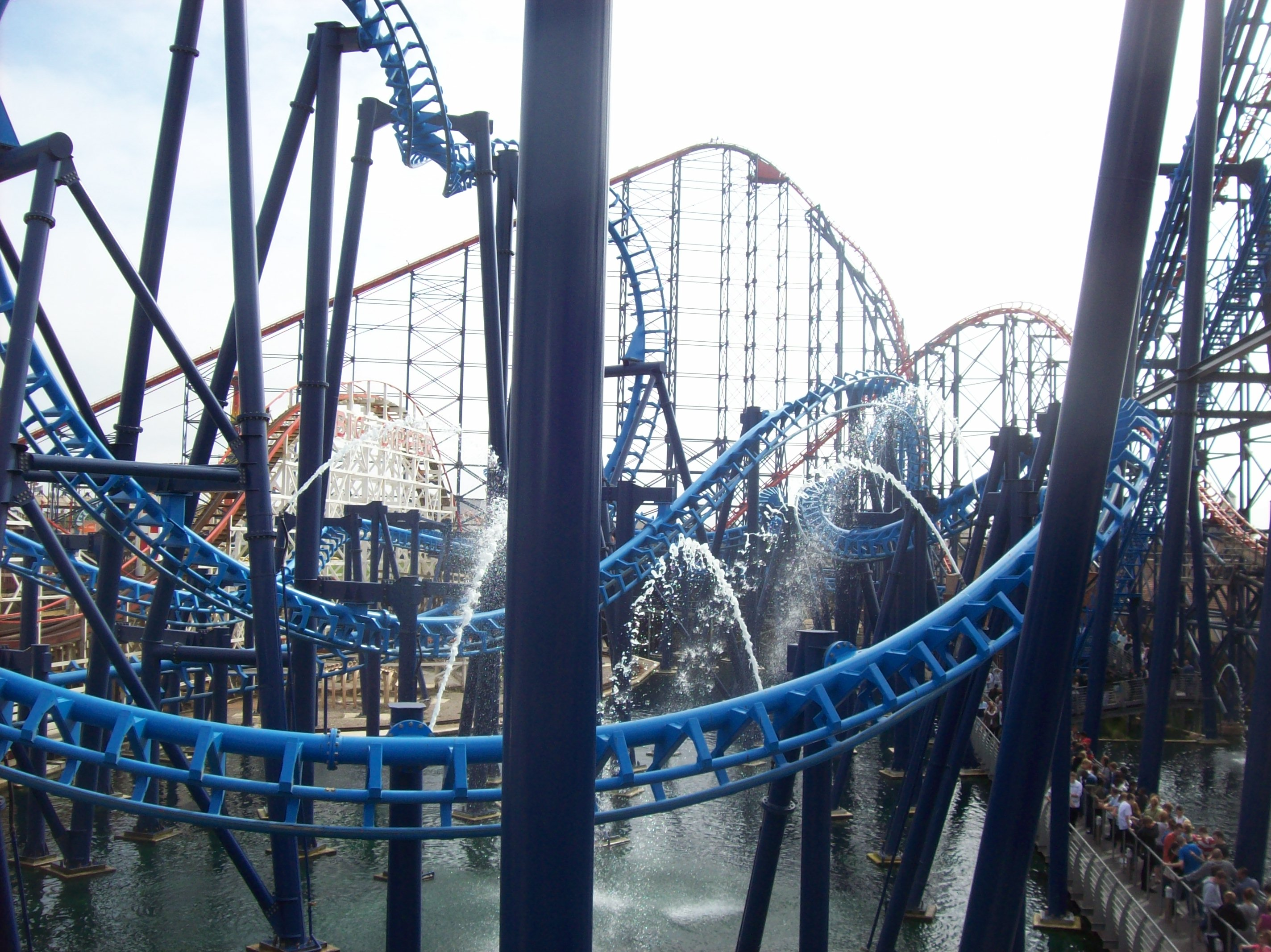
Infusion
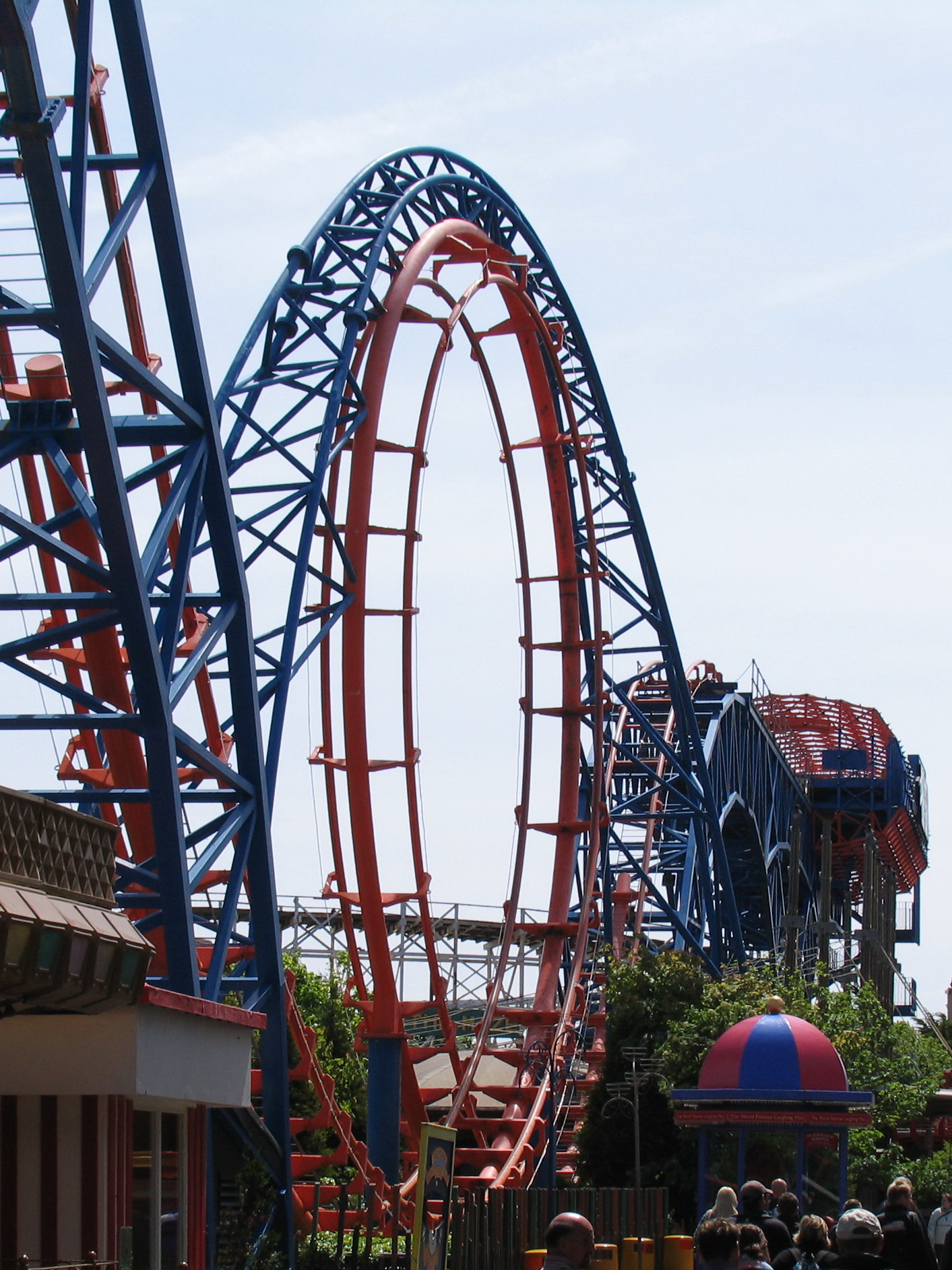
Revolution
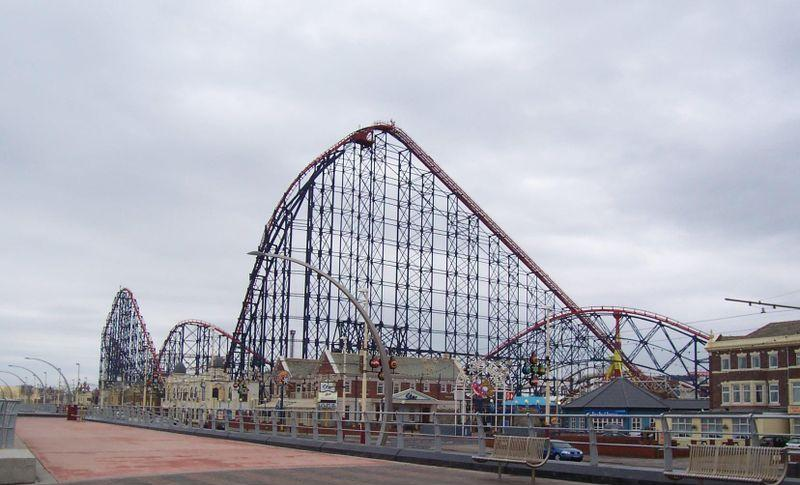
Big One
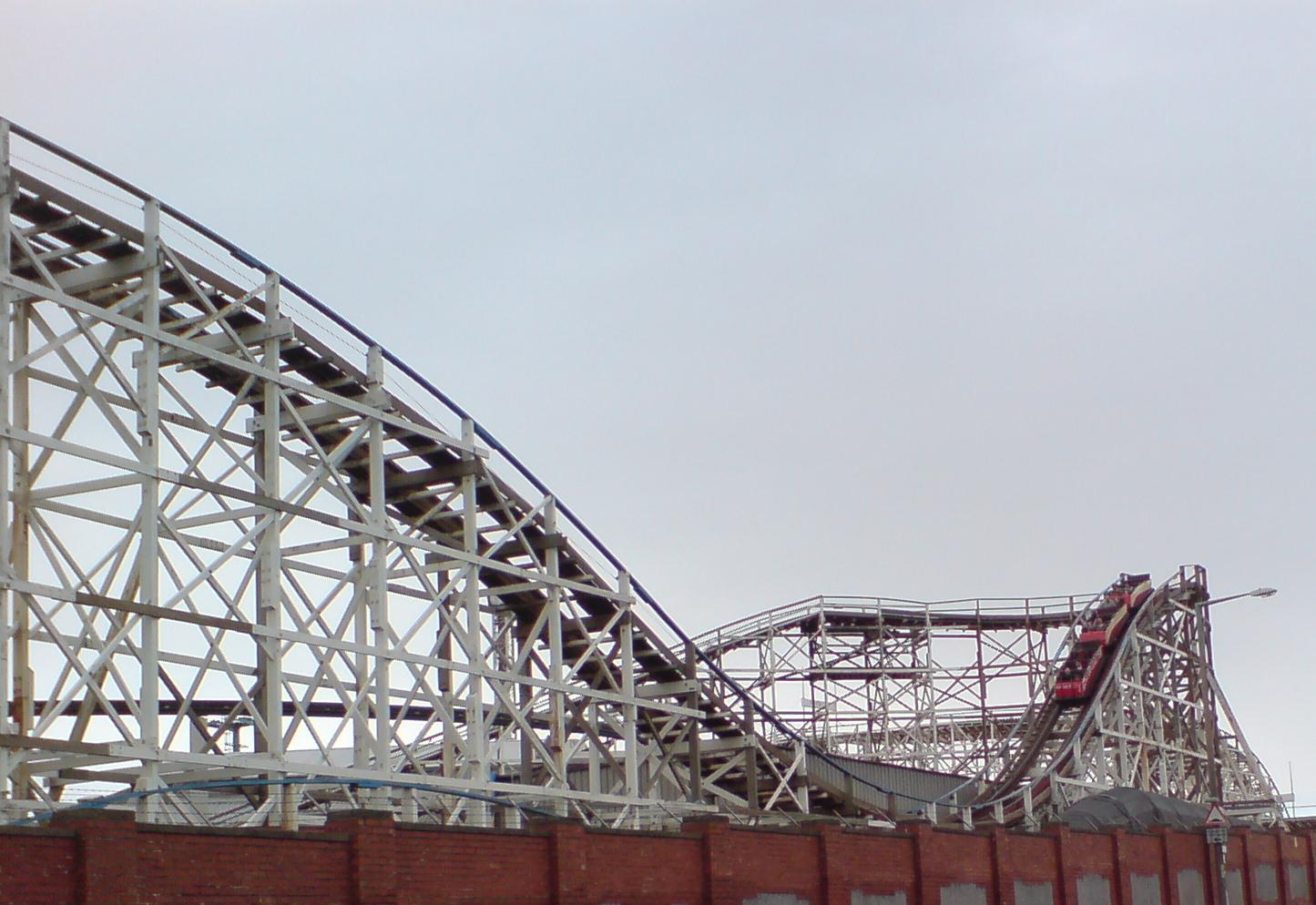
Nickelodeon Streak
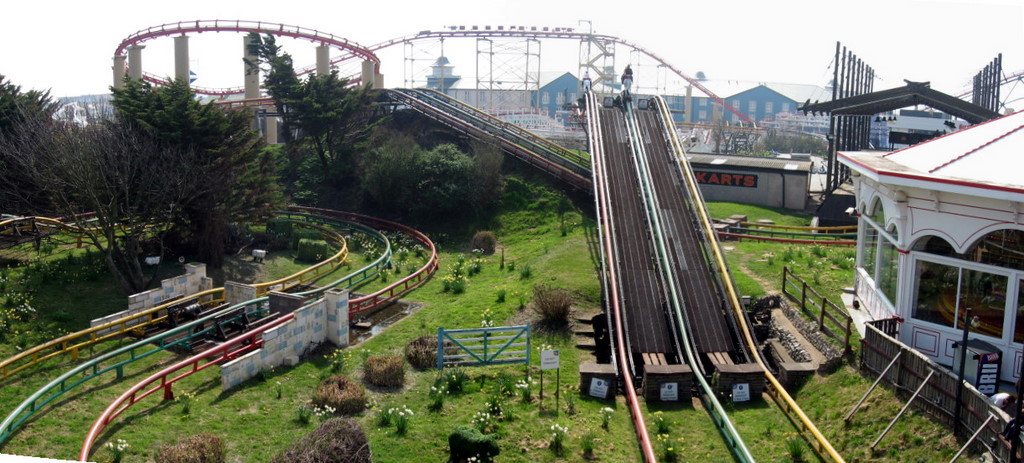
Steeplechase
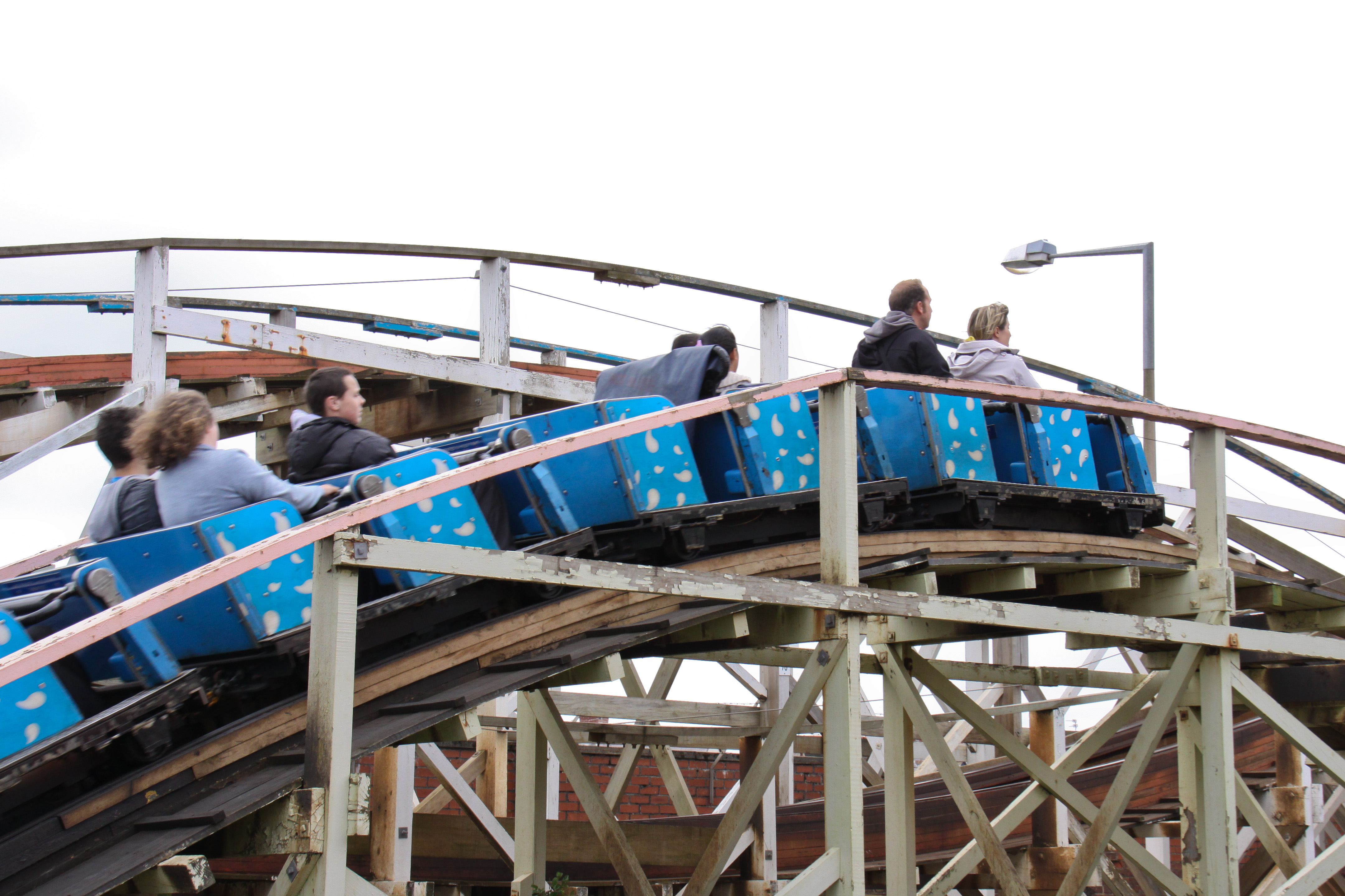
Blue Flyer

### Attractions aquatiques
| Nom                                                      | Type                       | Année |
| -------------------------------------------------------- | -------------------------- | ----- |
| Dora's World Voyage                                      | Ballade en bouées          | 2011  |
| River Caves                                              | River Cave                 | 1905  |
| Rugrats Lost River (Anciennement Beaver Creek Log Flume) | Bûches                     | 1992  |
| SpongeBob's Splash Bash                                  | Twist 'n' Splash           | 2011  |
| Valhalla                                                 | Bûches / Parcours scénique | 2000  |

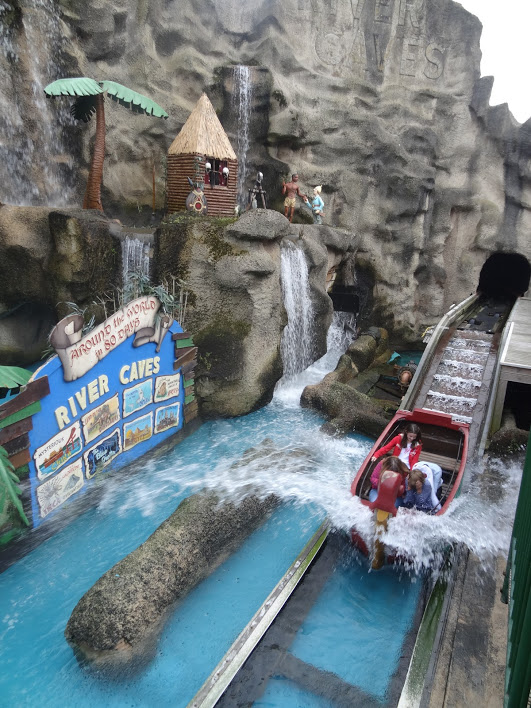
River Caves
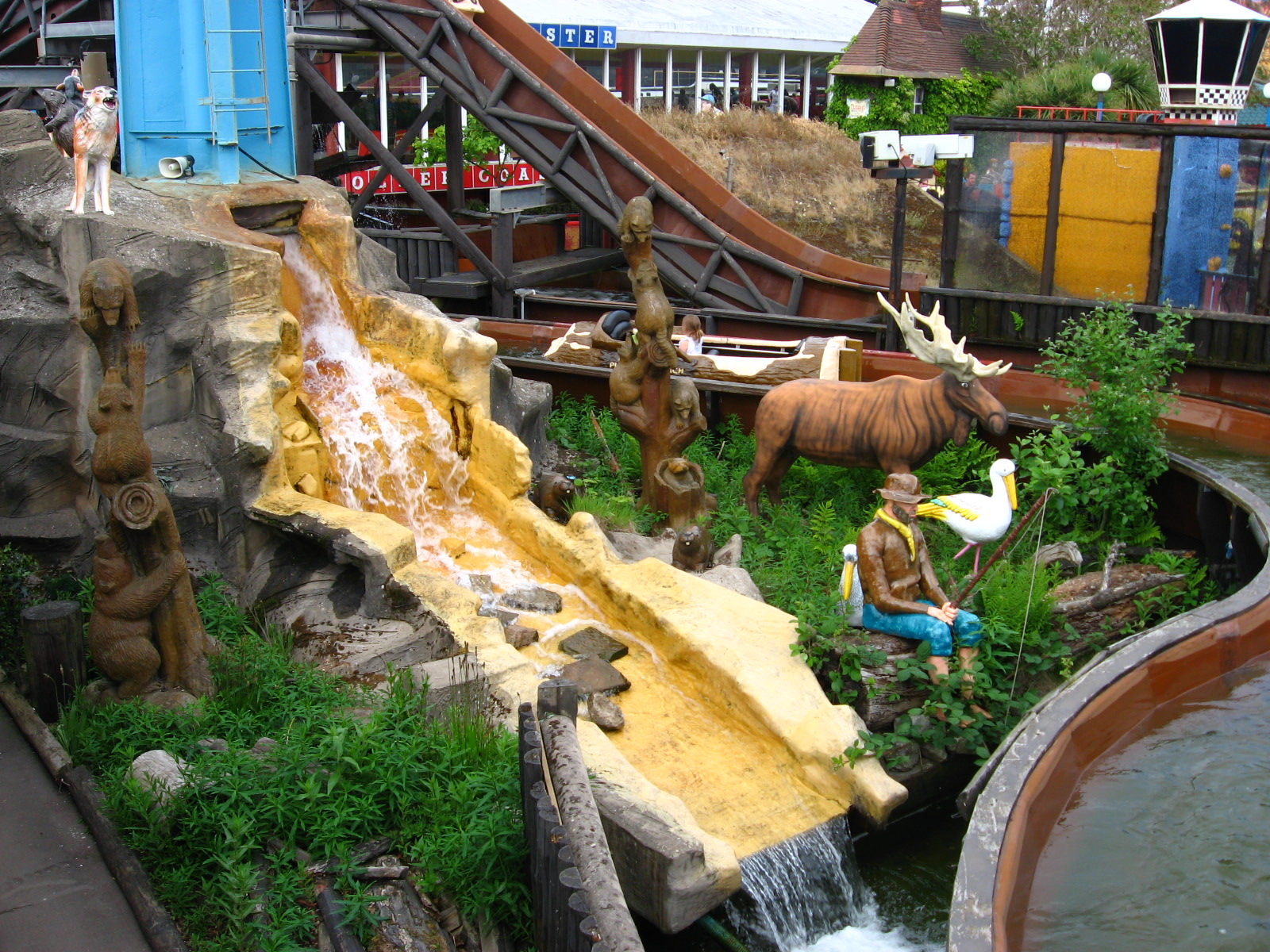
Rugrats Lost River
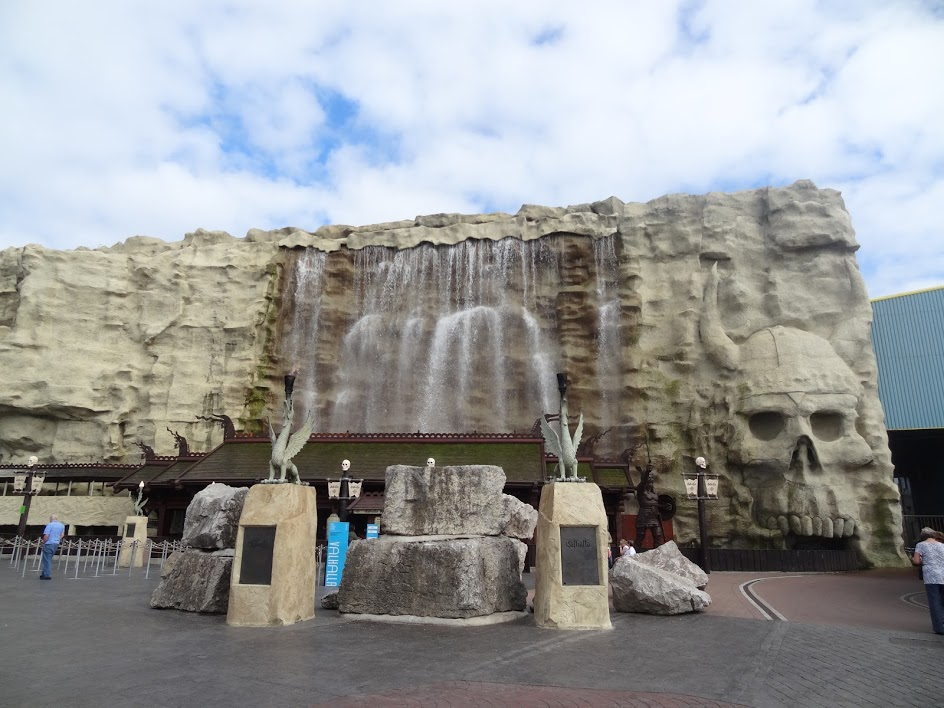
Valhalla

### Parcours scéniques
| Nom                                             | Type              | Année |
| ----------------------------------------------- | ----------------- | ----- |
| Alice Ride                                      | parcours scénique | 1961  |
| Ghost Train                                     | train fantôme     | 1930  |
| Dora’s World Voyage Anciennement Magic Mountain | parcours scénique | 2011  |
| Wallace & Gromit: The Thrill-O-Matic            | parcours scénique | 2013  |

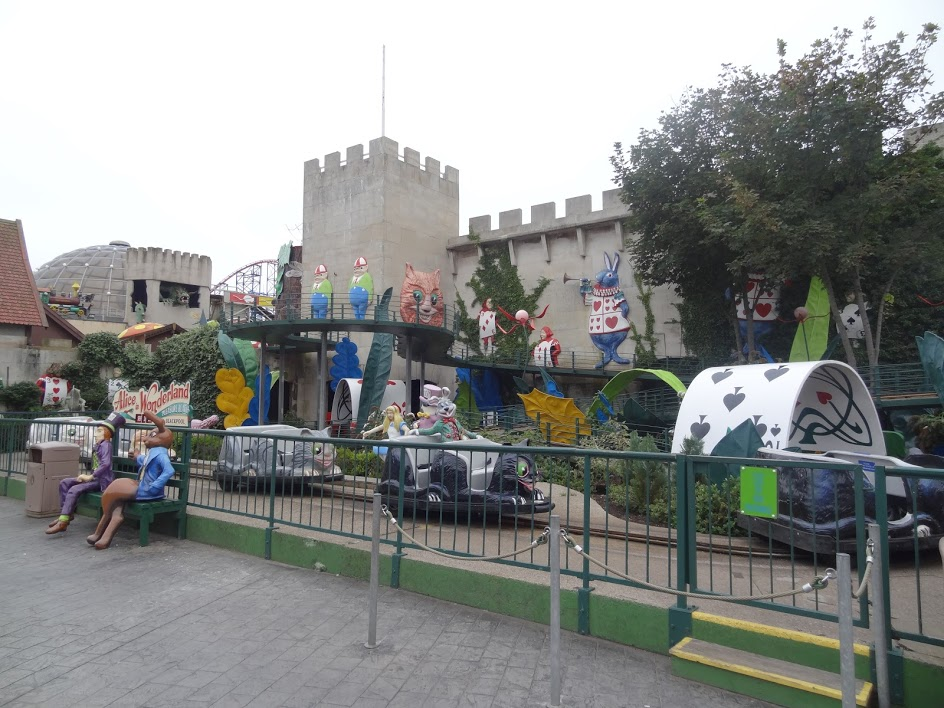
Alice Ride
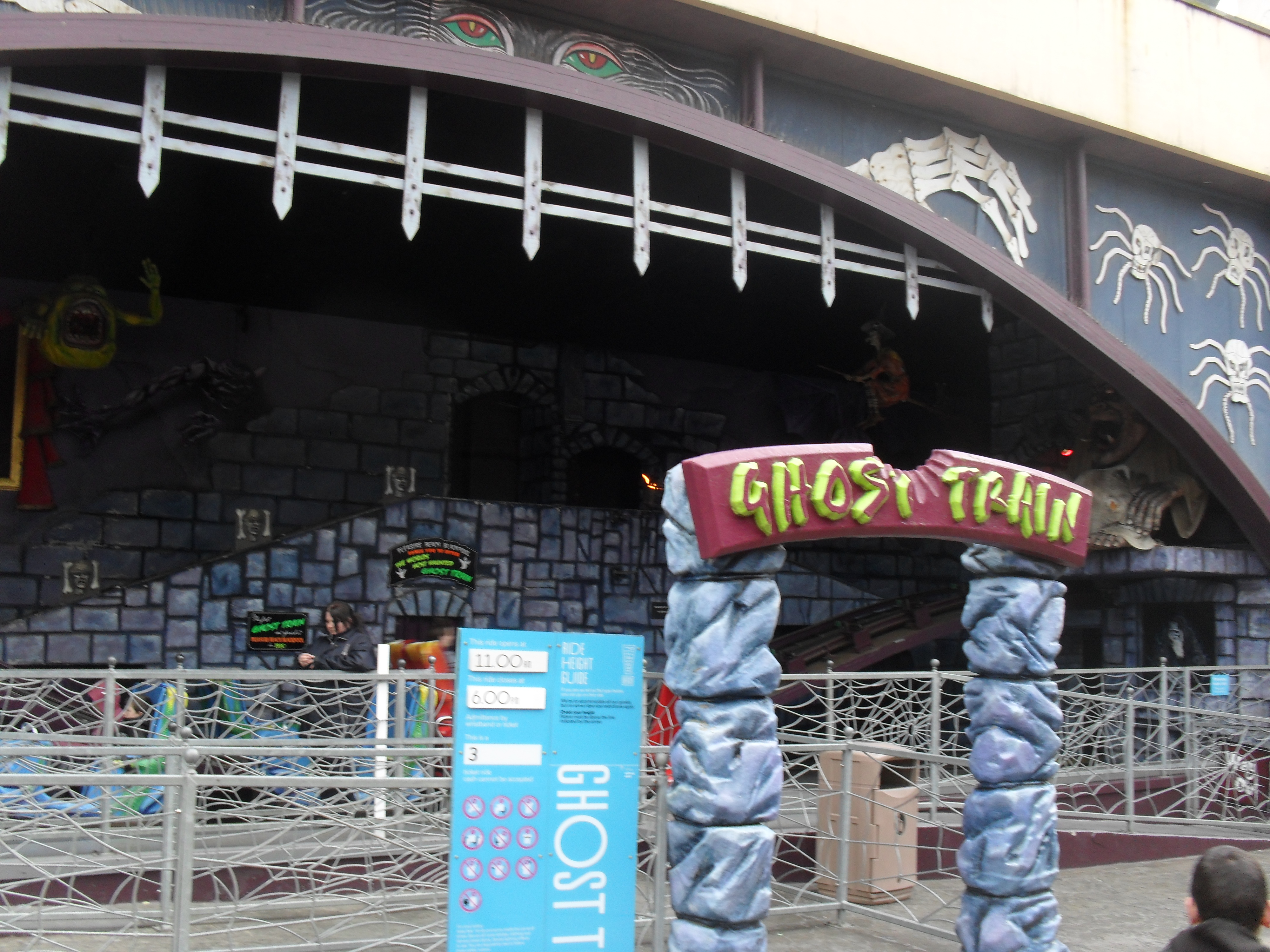
Ghost train
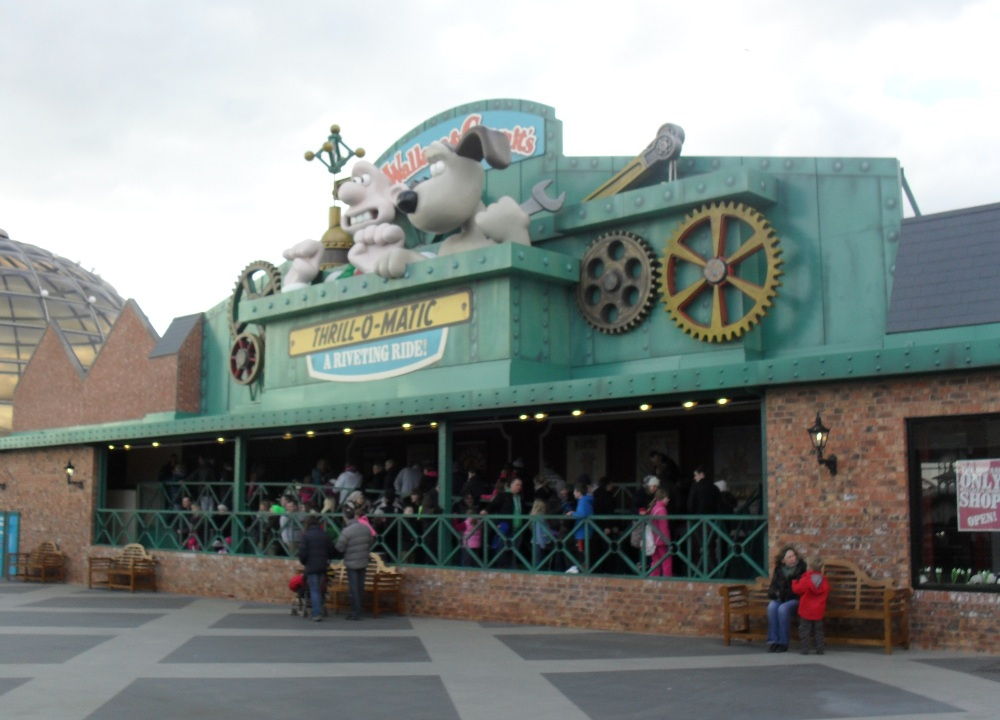
Wallace & Gromit: The Thrill-O-Matic

### Autres attractions

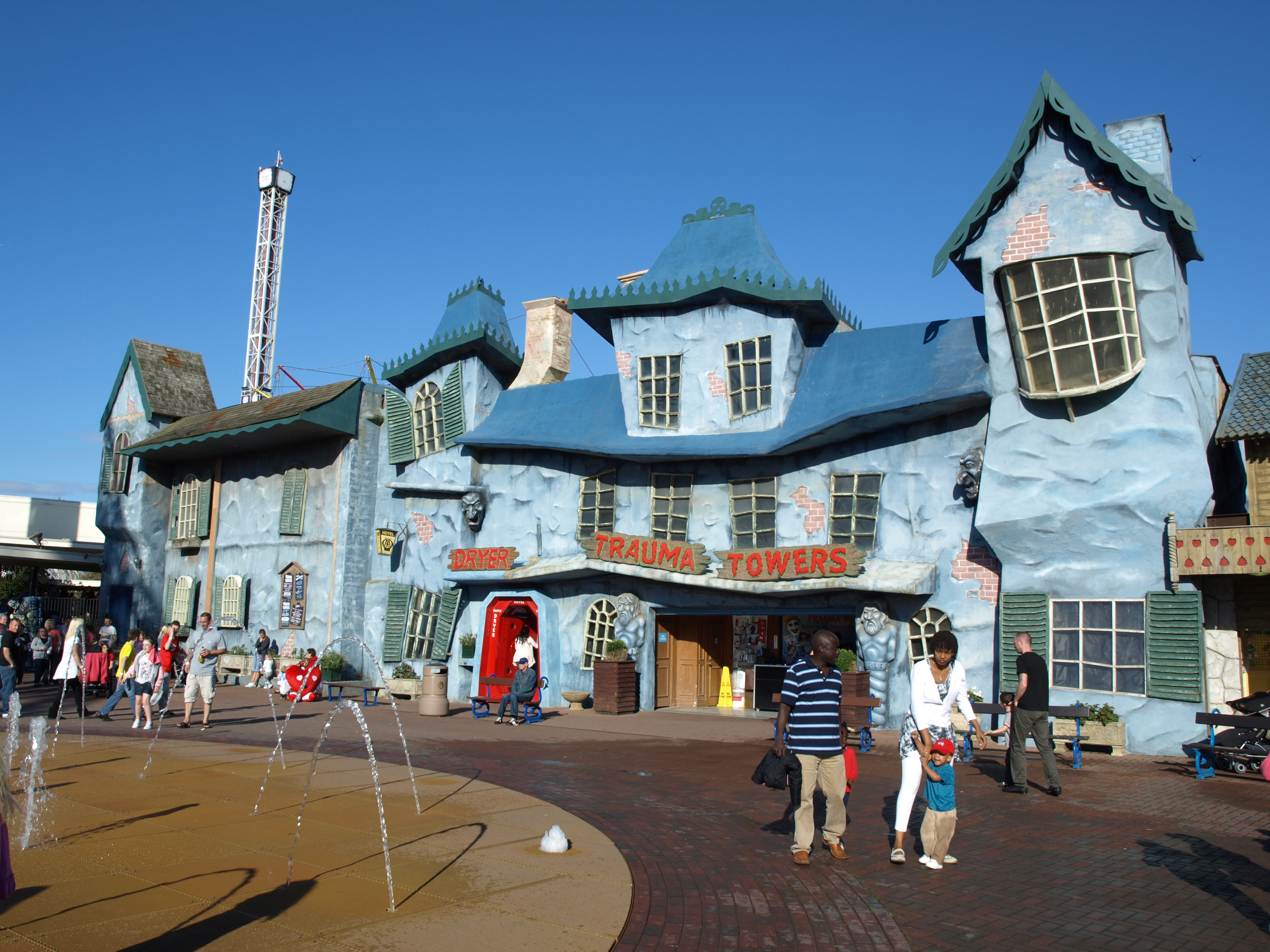
Trauma Towers

| Nom                                                                     | Type                           | Année |
| ----------------------------------------------------------------------- | ------------------------------ | ----- |
| Avatar Airbender                                                        | Mega Disk'O (Zamperla)         | 2011  |
| Backyardian’s Pirate Treasure Anciennement Bradley Beaver's Pirate Ride | Carrousel                      | 2011  |
| Big Circus Bounce                                                       | Jump Around (Zamperla)         | 2011  |
| Bikini Bottom Bus Tour                                                  | Crazy Bus (Zamperla)           | 2011  |
| Diego's Rainforest Rescue Chinese Puzzle Maze                           | Labyrinthe                     | 2011  |
| Derby Racer                                                             | Carrousel                      | 1959  |
| Fairy World Taxi Spin                                                   | Manège avion                   | 2011  |
| Flying Machines                                                         | Sir Hirim Maxim                | 1904  |
| Go Karts                                                                | Course de Karting              | 1977  |
| Ice Blast                                                               | Tour de chute (S&S Worldwide)  | 1997  |
| Krusty Krab Order Up Anciennement Fruit Shoot ride                      | Tour de chute junior           | 2011  |
| Superbowl Dodgems                                                       | Autos tamponneuses (Reverchon) | 2010  |
| Tetley Tea Cup Ride                                                     | Tasses                         | ?     |

### Anciennes attractions

#### Montagnes russes
| Nom                           | Type                                 | Constructeur      | Ouverture | Fermeture |
| ----------------------------- | ------------------------------------ | ----------------- | --------- | --------- |
| Big Apple                     | montagnes russes en métal            | Pinfari           | 2003      | 2004      |
| Cyclone                       | montagnes russes en métal            | Pinfari           | 1974      | 1987      |
| Morgan's Circus Clown Coaster | Montagnes russes assises junior      | Pinfari           | 1989      | 2008      |
| Scenic Railway                | montagnes russes en bois             | J.H. Iles         | 1906      | 1933      |
| Space Invader 2               | Montagnes russes assises intérieures | Zierer            | 1984      | 2008      |
| Switchback                    | montagnes russes en bois             |                   | 1891      | 1920      |
| Tokaydo Express               | montagnes russes en métal            | Pinfari           | 1980      | 1997      |
| Velvet Coaster                | montagnes russes en bois             | William Strickler | 1909      | 1932      |
| Vikingar                      | montagnes russes en bois             |                   | 1979      | 2003      |
| Virginia Reel                 | montagnes russes en bois             | William Strickler | 1922      | 1982      |
| Wild Mouse                    | Montagnes russes en bois Wild Mouse  |                   | 1958      | 2017      |

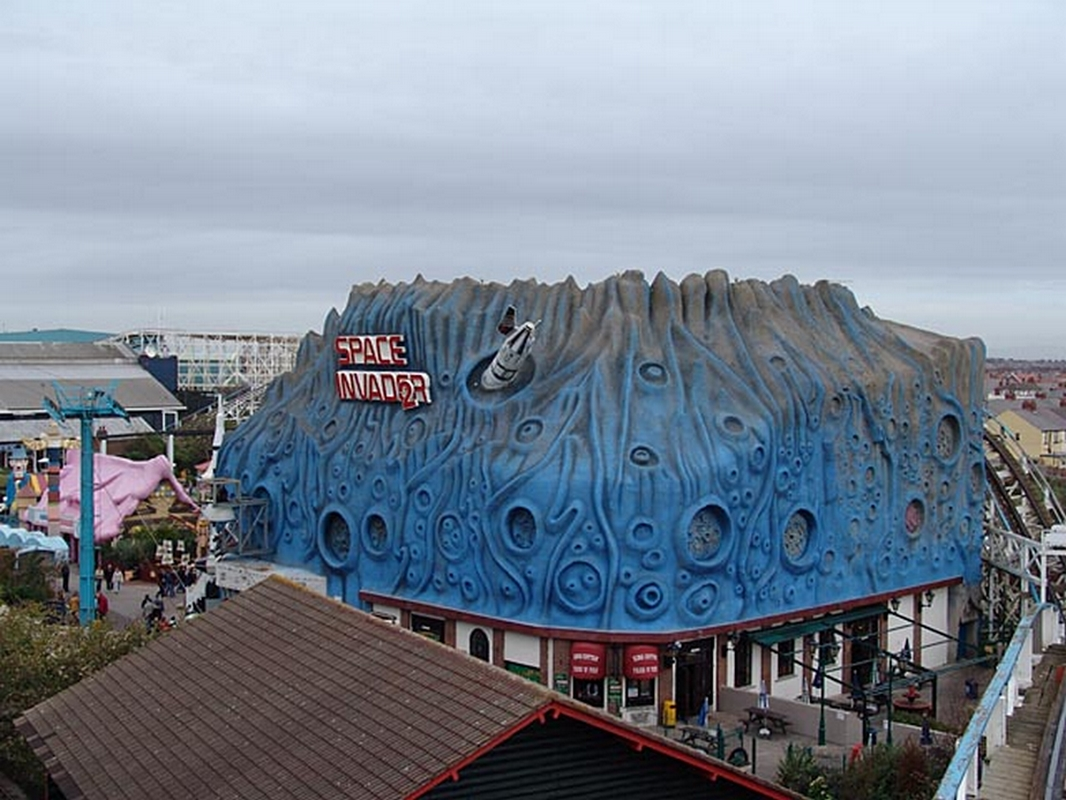
Anciennes montagnes russes Space Invader 2
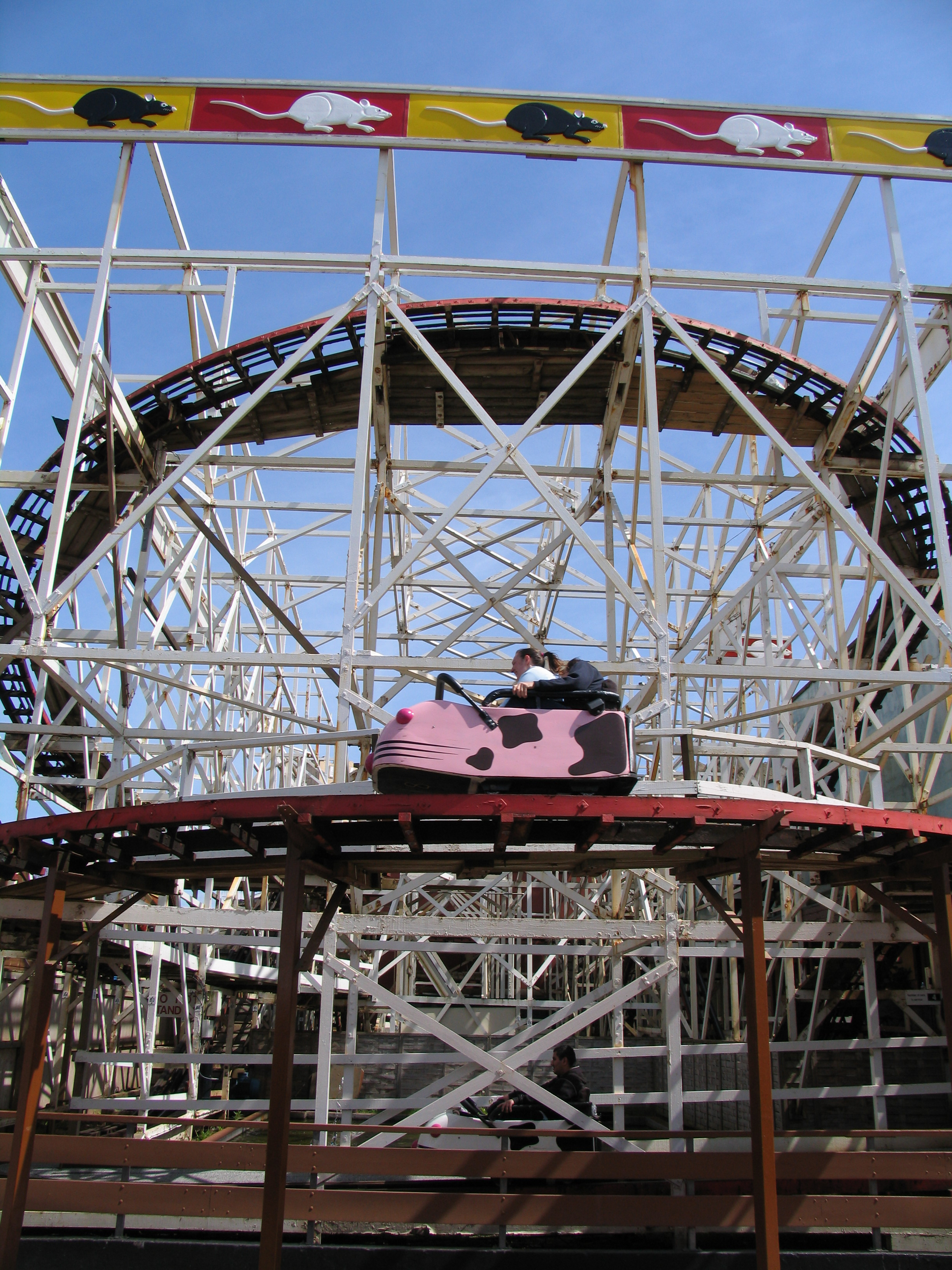
Wild Mouse

#### Autres attractions
| Nom                    | Type                 | Constructeur   | Ouverture | Fermeture |
| ---------------------- | -------------------- | -------------- | --------- | --------- |
| Alpine Rallye          | Parcours de voitures | Ihle           | 2011      | 2025      |
| Bling                  | Star Shape           | Zierer         | 2004      | 2011      |
| Drench Falls Log Flume | Bûches               | Arrow Dynamics | 1967      | 2006      |
| Eddie Stobart Convoy   | Convoy               | Zamperla       | 2002      | 2025      |
| Gallopers              | Carrousel            |                | 1919      | 2025      |
| Noah's Ark             | Palais du rire       |                | 1922      | 2008      |
| Red Arrows Skyforce    | Sky Fly              | Gerstlauer     | 2015      | 2025      |
| Swamp Buggies          | Bateaux tamponneurs  |                | 1989      | 2011      |
| The Gold Mine          | parcours scénique    |                | 1984      | 2011      |
| Thompson Carousel      | Carrousel            | HP Jackson     | 1977      | 2025      |
| Trauma Towers          | Walkthrough          |                | 1980      | 2008      |

- Trauma Towers